# Santiago Gamboa
Pour les articles homonymes, voir Gamboa.
Santiago Gamboa, né le 30 décembre 1965 à Bogota, est un écrivain colombien, auteur de roman historiques, de romans réalistes, de romans policiers et d'essais.

## Biographie
Il étudie la littérature à l'université pontificale Javeriana, puis la philologie hispanique à l'université complutense de Madrid. Après avoir été journaliste au service en langue espagnole de Radio France internationale et correspondant du quotidien El Tiempo, il est actuellement attaché culturel de l'ambassade de Colombie à l'UNESCO.
En 1997, il publie un premier roman policier intitulé Perdre est une question de méthode (Perder es cuestión de método).  En 2007, il est finaliste au prix Rómulo Gallegos pour Le syndrome d'Ulysse (El síndrome de Ulises, 2005). Il remporte le Premio La Otra Orilla pour Nécropolis 1209 (Necrópolis) en 2009.
L'essentiel de son œuvre traduite en français est parue aux Éditions Métailié.

## Œuvre

### Romans
- Páginas de vuelta (1995)
- Perder es cuestión de método (1997) Publié en français sous le titre Perdre est une question de méthode, Paris, Métaillé, coll. « Bibliothèque hispano-américaine », 1999  (ISBN 2-86424-315-6) ; réédition, Paris, Métaillé, coll. « Suite polar » no 78, 2003  (ISBN 2-86424-477-2) ; réédition, Paris, Points, coll. « Roman noir » no 2281, 2009  (ISBN 978-2-7578-1573-1)
- Vida feliz de un joven llamado Esteban (2000) Publié en français sous le titre Esteban le héros, Paris, Métaillé, coll. « Bibliothèque hispano-américaine », 2003  (ISBN 2-86424-476-4)
- Los impostores (2001) Publié en français sous le titre Les Captifs du Lys blanc, Paris, Métaillé, coll. « Bibliothèque hispano-américaine », 2002  (ISBN 2-86424-441-1) ; réédition, Paris, Métaillé, coll. « Suite hispano-américaine » no 132, 2007  (ISBN 978-2-86424-620-6)
- El síndrome de Ulises (2005) Publié en français sous le titre Le Syndrome d'Ulysse, Paris, Métaillé, coll. « Bibliothèque hispano-américaine », 2007  (ISBN 978-2-86424-617-6) ; réédition, Paris, Points no 2262, 2009  (ISBN 978-2-7578-1238-9)
- Hotel Pekin (2008)
- Necrópolis (2009) Publié en français sous le titre Nécropolis 1209, Paris, Métaillé, coll. « Bibliothèque hispano-américaine », 2010  (ISBN 978-2-86424-730-2)
- Plegarias nocturnas (2012)Publié en français sous le titre Prières nocturnes, Paris, Métaillé, coll. « Bibliothèque hispano-américaine », 2014  (ISBN 978-2-86424-941-2)
- Una casa en Bogotá (2014) Publié en français sous le titre Une maison à Bogota, Paris, Métaillé, coll. « Bibliothèque hispano-américaine », 192 p., 2022  (ISBN 979-10-2261187-9)
- Será larga la noche (2019) Publié en français sous le titre Des hommes en noir, Paris, Métaillé, coll. « Bibliothèque hispano-américaine », 2019  (ISBN 979-10-226-0876-3)
- Colombian psycho (2021)Publié en français sous le titre Colombian psycho, traduit par François Gaudry, Paris, Métaillé, coll. « Bibliothèque hispano-américaine », 2023  (ISBN 979-10-226-1247-0), sélectionné pour le  grand prix de littérature policière 2023 (roman étranger)[1]

### Recueil de nouvelles
- El cerco de Bogotá (2004) Publié en français sous le titre Le Siège de Bogotá, suivi de Histoire tragique de l'homme qui tombait amoureux des aéroports, Paris, Métaillé, coll. « Suite hispano-américaine » no 152, 2009  (ISBN 978-2-86424-698-5)

### Nouvelle isolée
- Tragedia del hombre que amaba en los aeropuertos (2001) Publié en français sous le titre Histoire tragique de l'homme qui tombait amoureux des aéroports, Paris, Métaillé, coll. « Suite hispano-américaine » no 77, 2003  (ISBN 2-86424-471-3)

### Essai
- La guerra y la paz (2014)

### Journaux de voyage
- Octubre en Pekín (2002)
- Océanos de arena: diario de viaje por Oriente Medio (2013)

### Autres publications
- Jaque mate: de cómo la policía le ganó la partida a El Ajedrecista y a los carteles del narcotráfico (1999), écrit en collaboration avec le général Rosso José Serrano Cadena
- Cuentos apátridas (2000), écrit en collaboration avec Luis Sepúlveda, José Manuel Fajardo et Bernardo Atxaga